# Banderolen-Prachtlippfisch
Der Banderolen-Prachtlippfisch (Oxycheilinus unifasciatus, Synonym: Cheilinus unifasciatus) kommt im östlichen tropischen Indischen Ozean und in weiten Teilen des tropischen Pazifiks vor.
Das Verbreitungsgebiet reicht von der australischen Weihnachtsinsel und den Rowley Shoals im Westen bis zu den japanischen Ryūkyū-Inseln im Norden, Hawaii im Nordosten und Rapa im Osten.

## Merkmale
Der Banderolen-Prachtlippfisch ist mäßig langgestreckt und erreicht eine Länge von 36 bis 46 cm und ein Maximalgewicht von 1,4 kg. Die Standardlänge liegt beim 2,6 bis 3,3-fachen der Körperhöhe. Das Kopfprofil ist gerade, nur bei älteren Exemplaren über den Augen leicht gebogen. Der Unterkiefer steht vor. Das Maul reicht nach hinten bis unterhalb des vorderen Augenrandes. In jedem Kiefer befinden sich an der Spitze 2 kräftige Eckzähne. Die Enden von Rücken- und Afterflosse sind abgerundet. Die Rückenflosse ist durchgehend und hat auf ihrer gesamten Länge in etwa die gleiche Höhe. Die Bauchflossen sind kurz und reichen nicht bis zum Anus. Die Schwanzflosse ist leicht abgerundet oder spatenförmig mit zu kleinen Spitzen ausgezogenen oberen und unteren Ecken. Die Basen von Rücken- und Afterflosse sind beschuppt. Die Seitenlinie ist unterbrochen. Der Banderolen-Prachtlippfisch ist variabel gefärbt. Eine Morphe ist dunkelgrün bis rötlich mit einer orangeroten Linie oder Punkt auf jeder Schuppe. Der Kopf ist grünlich mit unregelmäßigen, orangen, von den Augen ausgehenden und dann parallel zum Profil verlaufenden Linien auf der oberen Kopfhälfte und 5 oder 6 diagonalen purpurnen Streifen auf den Wangen. Die zweite Morphe ist auf dem oberen Rumpfbereich rötlich und am Bauch weißlich. Bei beiden Morphen liegt hinter den Augen ein blassgrünes Feld, das oben und unten mit einem roten Rand versehen ist. Es verläuft leicht nach unten und endet hinter dem Rand des Kiemendeckels oberhalb der Brustflossenbasis. Hinter dem letzten Rückenflossenstrahl liegt ein weißes Band, das den Schwanzstiel komplett umschließt. Abgesehen vom oberen und unteren Rand ist die Schwanzflosse grünlich. Rücken- und Afterflosse zeigen eine alternierende orange und blaue Färbung. Die Brustflossen sind rosa an ihrer Basis und ansonsten transparent, die Bauchflossen sind zum Körper hin orangerot und am körperfernen Abschnitt transparent.
Morphometrie:
- Flossenformel: Dorsale IX/10; Anale III/8–11; Pectorale ii/10.
- Schuppenformel: SL 15–16/6–9.

## Lebensweise
Der Banderolen-Prachtlippfisch lebt benthopelagisch in Korallenriffen in Tiefen von 3 bis 150 Metern und ernährt sich als Raubfisch, vor allem von kleineren Fischen, Garnelen und anderen Krebstieren. Jungfische verstecken sich oft zwischen Weichkorallen oder Hydrozoen.